# Ислампур (подокруг)
Ислампур (бенг. ইসলামপুর, англ. Islampur) — подокруг на севере Бангладеш в составе округа Джамалпур. Образован в 1914 году. Административный центр — город Ислампур. Площадь подокруга — 343,02 км². По данным переписи 1991 года численность населения подокруга составляла 268 352 человека. Плотность населения равнялась 782 чел. на 1 км². Уровень грамотности населения составлял 15,9 %. Религиозный состав: мусульмане — 97,82 %, индуисты — 1,52 %, буддисты — 0,15 %, христиане — 0,14 %, прочие — 0,37 %.